# Mendoncia phalacra
Mendoncia phalacra är en akantusväxtart som beskrevs av Emery Clarence Leonard. Mendoncia phalacra ingår i släktet Mendoncia och familjen akantusväxter. Inga underarter finns listade i Catalogue of Life.